# Poienarii Burchii, Prahova
Poienarii Burchii (mai vechi, Poienarii Cojocarului, Poenarii Burchi, Poiana Burchii Poienarii lui Burchi) este satul de reședință al comunei cu același nume din județul Prahova, Muntenia, România.
Așezarea este atestată documentar în 1594.